# Vianga tristis
Vianga tristis är en fjärilsart som beskrevs av Druce 1896. Vianga tristis ingår i släktet Vianga och familjen Eupterotidae. Inga underarter finns listade i Catalogue of Life.